# DJ Manian
Manuel Reuter, conosciuto come DJ Manian o semplicemente Manian (Bonn, 7 luglio 1978), è un produttore discografico e disc jockey tedesco.

## Carriera musicale
Manuel iniziò a lavorare come DJ all'età di 17 anni e nel 2000 iniziò a studiare economia pubblica presso l'Università di Bonn.
Nel 2002 lasciò gli studi e si concentrò solamente sulla sua attività di dj conoscendo Sven Petersen, che divenne suo mentore e Yann Peifer (meglio conosciuto con l'alias Yanou), il quale diventerà poi il suo compagno in molti dei suoi progetti.
Nel 2004 incontra Natalie Horler ed insieme a lei e a Yanou formerà i Cascada.
Nell'ottobre 2005, insieme a Yanou, formò la loro casa discografica, la Zooland Records, che comprende anche i due sublabels ZooGroove per le pubblicazioni House/electro e ZooDigital per le pubblicazioni solo in digitale.
Nel 2007 sempre insieme a Yanou, crearono il progetto R.I.O., concentrandosi su una miscela di sound electro, funky e reggae.
Manian è conosciuto anche con l'alias Tune Up!, Spencer & Hill, Bulldozzer, M.Y.C., Ampire, Phalanx, Plazmatek, Liz Kay.
Il 7 luglio del 2010 è uscito l'album "Welcome To The Club" dove ci sono parecchi suoi progetti: Scarf!, Tune Up!, Cascada e tanti altri. il nuovo album è uscito solo su iTunes
Il 22 ottobre 2010 ha fatto uscire Un album di un altro suo progetto molto noto Tune Up! Dal titolo "Ravers Fantasy".
Nel 2012 esce il nuovo singolo in collaborazione con il duo di dj Crystal Lake dal titolo "FAQ"
il 23 novembre 2012 esce finalmente il nuovo singolo "Hands Up Forever" inclusa nella compilation "Future Trance Vol.62".
e il 15 febbraio del 2013 è uscito il suo album "Hands Up Forever" che ha anche ottenuto un ottimo successo in Germania e in Polonia soprattutto.

## Progetti
| Pseudonimo             | Coproduttori                   | Cantante       | Singolo |
| Manian                 |                                |                | - Lovesong - Heat of the Moment - Sky - Feel Fine - Dance Dance - Turn the Tide (feat. Aila) (Cover della canzone di Sylver) - Heaven (feat. Aila) (Cover della canzone di Bryan Adams) - Hold Me Tonight (feat. Aila) - Welcome to the Club - Raver's Fantasy - Ravers In The UK - Outta My Head (feat. Darren Styles) - Loco - Hands Up Forever - Cinderella |
| Cascada                | Yanou                          | Natalie Horler | - (I Need A) Miracle (Maggio 2004) - Bad Boy (Settembre 2004) - Everytime We Touch (Cover della canzone di Maggie Reilly, e remake di Lacara (2003), maggio 2005) - How Do You Do (Cover delle canzone di Roxette, ottobre 2005) - Ready for Love - Can't Stop the Rain - Truly Madly Deeply (Cover della canzone di Savage Garden, 2006) - Wouldn't It Be Good (Cover della canzone di Nik Kershaw, 2006) - Another You - A Neverending Dream (Cover della canzone di X-Perience, maggio 2006) - Love Again (Cover di Ziria – The Summer 2003) - Kids in America - One More Night - What Do You Want from Me - What Hurts the Most (Cover della canzone di Rascal Flatts, 2007) - Because the Night (Cover della canzone di Patti Smith, 2008) - Faded - Just Like a Pill (Cover della canzone di Pink (cantante), 2008) - Evacuate The Dancefloor - Fever - Pyromania - Ready for Love - Night Nurse - San Francisco - Au Revoir |
| Siria                  |                                | Natalie Horler | - Endless Summer - I Will Believe It - Desenchantee |
| Phalanx                | Manuel Schleis, Dennis Gertner |                | - Flaming Skies (Coprodotta da M.Triffid, Vocals: Nick Barker) (2003) - I'm Alive (2004) - Symphony in G Minor (Cover di Adagio in sol minore di Tomaso Albinoni) - Fields of Dreams |
| Kareema                | Manuel Schleis                 |                | - Cool Your Engines |
| Tune Up!               | Yanou, Manuel Schleis          |                | - Basstest (Coprodotto da M.Beilke) - Raver's Fantasy (Coprodotto da Manuel Schleis) - Start the Game - Another Day - Forever Young - Bounce - Have U Ever Been Mellow - Feel Fine - Colours of the Rainbow (feat. ItaloBrothers) - Ride on Time (feat. Dancetech) - Dance Dance (feat. Andy Lopez) - Ravers Fantasy |
| DJ Manian vs. Tune Up! |                                |                | - Rhythm & Drums 2006 |
| Bulldozzer             | Manuel Schleis                 |                | - Dance! (Coprodotto da M.Beilke) - Face the Bass - Funky Groove - Bazooka - BBoy MC - Pump It Up - Bring the Beat Back |
| Scarf!                 |                                |                | - Odysee - Hithouse One (Coprodotto da Manuel Schleis) |
| Manyou                 | Yanou                          |                | - Drifting Away - Take Me Home |
| Manian vs. Dan Winter  | Dan Winter                     |                | - Black Toys Vol. 1 - Black Toys Vol. 2 - Black Toys Vol. 3 - Black Toys Vol. 4 - Black Toys Vol. 5 - Black Toys Vol. 6 - Black Toys Vol. 7 |
| R. I.O.                | Yanou                          | Tony T.        | - De Janeiro - Shine On - When the Sun Comes Down - After The Love - Serenade - Shine On (The Album - Hot Girl - Like I Love You - Miss Sunshine - Turn This Club Around - Animal |
| Spencer & Hill         | Manuel Schleis                 |                | - Housebeat EP - Most Wanted EP - Flat EP |

## Discografia

### Lovesong (2007)
1. Lovesong 7:38
2. Lovesong (Radio Cut) 3:39
3. Lovesong (Dub Mix) 5:58
4. Lovesong (Yanou Remix) 8:17
5. Lovesong (Yanou Radio Cut) 3:38

### The Heat Of The Moment - EP (2007)
1. Heat of the Moment (Radio Mix) 3:16
2. Heat of the Moment (Extended Mix) 5:14
3. Heat of the Moment (Club Mix) 5:12

### Rhythm & Drums / Bounce (2006) (come DJ Manian Vs. Tune Up!)
1. Rhythm & Drums (Club Mix) 5:22
2. Rhythm & Drums (Rave Allstars Remix) 5:30
3. Rhythm & Drums (Radio Mix) 3:04
4. Rhythm & Drums (Rave Allstars Radio Edit) 3:19
5. Bounce (DJ Manian Remix) 4:59
6. Bounce (DJ Manian Radio Edit) 3:23

### The Heat Of The Moment - EP (2005)
1. Heat of the Moment (Club Mix) 5:49
2. Heat of the Moment (Pulsedriver Vs. Nacho Remix) 5:20
3. Heat of the Moment (Single Mix) 3:00
4. Heat of the Moment (Pulsedriver Vs. Nacho Edit) 3:27

### Welcome to the Club (2009)
1. Welcome to the Club (Video Mix)
2. Welcome to the Club (Original Mix)
3. Welcome to the Club (Bootleg Radio Edit)
4. Welcome to the Club (Bootleg Mix)
5. Welcome to the Club (Discotronic Radio Edit)
6. Welcome to the Club (Discotronic Remix)
7. Welcome to the Club (DJ Gollum Radio Edit)
8. Welcome to the Club (DJ Gollum Remix)
9. Welcome to the Club (Bassfreakers Mix)
10. Welcome to the Club (HoMpoX Remix)
11. Welcome to the Club (Hypasonic Remix)
12. Welcome to the Club (DJ Drop in&out Mix)
13. Welcome to the Club (Caramba Traxx Short Remix)
14. Welcome to the Club (Caramba Traxx Extended Remix)

### Manian Feat. Alia

#### Turn the Tide (2007)
1. Turn the Tide (Cascada radio edit)
2. Turn the Tide (radio mix)
3. Turn the Tide (club radio edit)
4. Turn the Tide (Bulldozzer radio edit)
5. Turn the Tide (2-4 Grooves radio edit)
6. Turn the Tide (Mondo radio edit)
7. Turn the Tide (Italobrothers NewVoc radio edit)
8. Turn the Tide (Basslovers United radio edit)
9. Turn the Tide (Tune Up! radio edit)
10. Turn the Tide (Bootleg radio edit)
11. Turn the Tide (Manox radio edit)
12. Turn the Tide (Enatic radio edit)
13. Turn the Tide (Jump radio mix)
14. Turn the Tide (Cascada remix)
15. Turn the Tide (original mix)
16. Turn the Tide (club mix)
17. Turn the Tide (Bulldozzer remix)
18. Turn the Tide (2-4 Grooves remix)
19. Turn the Tide (Mondo remix)
20. Turn the Tide (Italobrothers Newvoc remix)
21. Turn the Tide (Basslovers United remix)
22. Turn the Tide (Tune Up! remix)
23. Turn the Tide (Booleg mix)
24. Turn the Tide (Manox mix)
25. Turn the Tide (Enatic mix)
26. Turn the Tide (Jump mix)
27. Turn the Tide (Bastian van Shield radio edit)
28. Turn the Tide (Bastian van Shield remix)

#### Heaven (2007)
1. Heaven (Cascada Radio Edit)
2. Heaven (Cascada Mix)
3. Heaven (Kareema Radio Edit)
4. Heaven (Kareema Remix)
5. Heaven (The Hitmen Radio Edit)
6. Heaven (The Hitmen Remix)
7. Heaven (Discotronic Radio Edit)
8. Heaven (Discotronic Remix)
9. Heaven (Italobrothers New Voc Radio Cut)
10. Heaven (Italobrothers New Voc Remix)
11. Heaven (2-4 Grooves Radio Edit)
12. Heaven (2-4 Grooves Remix)
13. Heaven (Nacho Radio Edit)
14. Heaven (Nacho Remix)
15. Heaven (Ozi Radio Edit)
16. Heaven (Ozi Remix)
17. Heaven (Ballad Version
18. Heaven (Bootleg Mix)

#### Hold Me Tonight (2008)
1. Hold Me Tonight (Radio Mix)
2. Hold Me Tonight (Original Mix)
3. Hold Me Tonight (Club Radio Edit)
4. Hold Me Tonight (Club Short Radio Mix)
5. Hold Me Tonight (Club Mix)
6. Hold Me Tonight (Jump 'n' Run Remix)
7. Hold Me Tonight (90s Radio Mix)
8. Hold Me Tonight (90s Original Mix)
9. Hold Me Tonight (Basslovers United Remix)
10. Hold Me Tonight (DJ Gollum Radio Mix)
11. Hold Me Tonight (DJ Gollum Remix)
12. Hold Me Tonight (Rob Mayth Radio Mix)
13. Hold Me Tonight (Rob Mayth Remix)
14. Hold Me Tonight (The Viron Ltd Remix)
15. Hold Me Tonight (Manox Remix)
16. Hold Me Tonight (2 Playa'z Remix)
17. Hold Me Tonight (Empyre One Remix)
18. Hold Me Tonight (Bootleg Radio Mix)
19. Hold Me Tonight (Bootleg Mix)
20. Hold Me Tonight (Freddy Hawk Remix)
21. Hold Me Tonight (Freddy Hawk Radio Edit)

#### Turn The Tide 2k8 (2008)
1. Turn The Tide 2k8 (R. I.O Radio Mix)
2. Turn The Tide 2k8 (R. I.O Remix)
3. Turn The Tide 2k8 (Dave Darrell Radio Edit)
4. Turn The Tide 2k8 (Dave Darrell Remix)
5. Turn The Tide 2k8 (Dave Ramone Radio Edit)
6. Turn The Tide 2k8 (Dave Ramone Remix)